# Liste der Baudenkmale in Hanstedt (Landkreis Uelzen)
In der Liste der Baudenkmale in Hanstedt sind alle Baudenkmale der niedersächsischen Gemeinde Hanstedt I aufgelistet.
Die Quelle der IDs und der Beschreibungen ist der Denkmalatlas Niedersachsen. Der Stand der Liste ist der 9. November 2021.

## Allgemein
In den Spalten befinden sich folgende Informationen:
- Lage: die Adresse des Baudenkmales und die geographischen Koordinaten. Kartenansicht, um Koordinaten zu setzen. In der Kartenansicht sind Baudenkmale ohne Koordinaten mit einem roten Marker dargestellt und können in der Karte gesetzt werden. Baudenkmale ohne Bild sind mit einem blauen Marker gekennzeichnet, Baudenkmale mit Bild mit einem grünen Marker.
- Bezeichnung: Bezeichnung des Baudenkmales
- Beschreibung: die Beschreibung des Baudenkmales. Unter § 3 Abs. 2 NDSchG werden Einzeldenkmale und unter § 3 Abs. 3 NDSchG Gruppen baulicher Anlagen und deren Bestandteile ausgewiesen.
- ID: die Objekt-ID des Baudenkmales
- Bild: ein Bild des Baudenkmales, ggf. zusätzlich mit einem Link zu weiteren Fotos des Baudenkmals im Medienarchiv Wikimedia Commons. Wenn man auf das Kamerasymbol klickt, können Fotos zu Baudenkmalen aus dieser Liste hochgeladen werden:

## Hanstedt

### Gruppe baulicher Anlagen in Hanstedt
| Lage                                              | Bezeichnung | Beschreibung | ID       | Bild |
| ------------------------------------------------- | ----------- | --- | -------- | ---- |
| Wriedeler Straße 9/11 53° 2′ 49″ N, 10° 22′ 18″ O | Hofanlage   | Frühere Brinksitzerstelle am westlichen Rand des Haufendorfes, bestehend aus einem traufständigen Zweiständerbau als Hauptgebäude sowie einem dicht dabei stehenden verbohlten Speicher. | 31079886 | BW   |

### Einzeldenkmale in Hanstedt
| Lage                                              | Bezeichnung              | Beschreibung | ID       | Bild           |
| ------------------------------------------------- | ------------------------ | --- | -------- | -------------- |
| Ortsmitte 53° 15′ 28″ N, 10° 0′ 48″ O             | Kirche                   | Rechteckiger einschiffiger Feldsteinbau des 12. Jahrhunderts mit Holzbalkendecke unter ziegelgedecktem Satteldach. Chorerweiterung des 15. Jahrhunderts, teils in Backstein, mit 5/10-Abschluss und Kreuzrippengewölbe. Strebepfeiler in Backstein. Fenster 1910 vergrößert. Quadratischer Westturm in Sichtbackstein 1887 nach Abbruch des baufälligen Vorgängers 1832. Schnitzaltar Mitte 15. Jahrhundert. Kanzel 1702. Inschriftliche Datierung 980 an der Deckenunterseite des Kirchenschiffs, möglicherweise bezogen auf den 1832 abgebrochenen Feldstein-Wehrturm, Kirchenschiff 12. Jahrhundert (?). | 31090314 | Weitere Bilder |
| Ortsmitte 53° 15′ 28″ N, 10° 0′ 48″ O             | Kirchhof                 | Kirchhof der St.-Georgs-Kirche in der Ortsmitte, heute ohne Friedhofsnutzung als überwiegend grasbewachsene Grünfläche mit unterschiedlich altem Baumbestand, leicht erhöht gelegen mit umgebender Feldsteinmauer. | 31090605 | BW             |
| Wriedeler Straße 9/11 53° 2′ 49″ N, 10° 22′ 18″ O | Wohn-/Wirtschaftsgebäude | Freistehender, traufständiger Zweiständer-Fachwerkbau, teilweise massiv ersetzt, unter ziegelgedecktem Satteldach mit einseitigem, tief herabgezogenem Teilwalm am Wohngiebel. Inschrift an den Knaggen des Dielentorsturzes, mit Datierung "ANNO 1756". | 31090986 | BW             |
| Wriedeler Straße 9/11 53° 2′ 49″ N, 10° 22′ 19″ O | Speicher                 | Anderthalbgeschossiger verbohlter Wandständerbau auf Feldsteinsockel unter ziegelgedecktem Satteldach. Traufseitige Tür, innenliegende Treppe. | 40328714 | BW             |

## Allenbostel

### Gruppe baulicher Anlagen in Allenbostel
| Lage                                      | Bezeichnung | Beschreibung | ID       | Bild |
| ----------------------------------------- | ----------- | --- | -------- | ---- |
| Allenbostel 5 53° 1′ 20″ N, 10° 21′ 18″ O | Wohnhaus    | Hofanlage an der Dorfstraße auf annähernd dreieckigem Grundstück, bestehend aus einem von der Straße zurückgesetzten Wohn-/Wirtschaftsgebäude von 1810 und einem traufständigen Speicher von 1862 an der Straße. Gut erhaltene Feldsteinpflasterung südlich und westlich des Haupthauses. Alter Eichenbestand an der Hofeinfahrt. | 49592760 | BW   |

### Einzeldenkmale in Allenbostel
| Lage                               | Bezeichnung                               | Beschreibung | ID       | Bild |
| ---------------------------------- | ----------------------------------------- | --- | -------- | ---- |
| Nr. 1 53° 1′ 23″ N, 10° 21′ 18″ O  | Wohnhaus                                  | Freistehendes, zweigeschossiges Wohnhaus mit massivem Erdgeschoss in Sichtbackstein und Fachwerkoberstock unter Krüppelwalmdach in Ziegelpfannendeckung. An der Nordostseite ein anderthalbgeschossiger Anbau mit Fachwerkdrempel und Stufen-Halbwalmdach mit niedrigerem First quer zur Hauptfirstrichtung. Zweigeschossiger, leicht vortretender Standerker unter eigenem Satteldach giebelseitig an der Südwestecke. Eingang in der Südostecke unter herabgezogener Verdachung. Inschriftliche Datierung "1913" an der Obergeschoss-Schwelle.         | 31090039 | BW   |
| Nr. 3a 53° 1′ 21″ N, 10° 21′ 12″ O | Treppenspeicher                           | Anderthalbgeschossiger verbohlter Wandständerbau auf Feldsteinsockel unter Satteldach mit Blechdeckung. Inschriftliche Datierung "1801" am Türsturz an der nordwestlichen Traufseite. | 31090058 | BW   |
| Nr. 5 53° 1′ 19″ N, 10° 21′ 17″ O  | Wohnwirtschaftsgebäude mit Hofpflasterung | Zweiständer-Fachwerkbau auf Feldsteinsockel unter Halbwalmdach. Zwerchhaus mit Ladeluke über dem Wirtschaftsteil in der südwestlichen Dachfläche. Weit vorgezogener, nachträglicher, risalitartiger Vorbau über dem Fletteingang an der nordöstlichen Traufseite mit offener Eingangsveranda im Erdgeschoss. Inschrift am Hauptbalken und Dielentorsturz des Wirtschaftsgiebels, mit Datierung "ANNO 1810" sowie an der Obergeschoss-Schwelle des Vorbaus, mit Datierung "1925". Gut erhaltene Feldstein-Hofpflasterung südlich und westlich des Hauses. | 31090077 | BW   |
| Nr. 5 53° 1′ 20″ N, 10° 21′ 19″ O  | Speicher                                  | Anderthalbgeschossiger unterkellerter Wandständerbau mit Backsteinausfachung auf Feldsteinsockel unter ziegelgedecktem Satteldach. Giebeldreiecke verbrettert. Traufständig auf der straßenseitigen Grundstücksgrenze. | 31090097 | BW   |
| Nr. 8 53° 1′ 20″ N, 10° 21′ 16″ O  | Speicher                                  | Anderthalbgeschossiger verbohlter Wandständerbau unter Satteldach in Hohlpfannendeckung. Nachträglich umgesetzt und unterkellert. 1847(i). | 31090114 | BW   |

## Bode

### Einzeldenkmale in Bode
| Lage                              | Bezeichnung              | Beschreibung | ID       | Bild |
| --------------------------------- | ------------------------ | --- | -------- | ---- |
| Nr. 5 53° 1′ 44″ N, 10° 20′ 29″ O | Wohn-/Wirtschaftsgebäude | Freistehender traufständiger Vierständer-Fachwerkbau mit Backsteinausfachung auf Feldsteinsockel unter ziegelgedecktem Halbwalmdach. Außermittiges Dielentor, nachträglich versetzt. Inschrift am Hauptbalken des Wirtschaftsgiebels und am Dielentorsturz, mit Datierung "Anno 1839". | 31090169 | BW   |
| Nr. 6 53° 1′ 47″ N, 10° 20′ 32″ O | Treppenspeicher          | Anderthalbgeschossiger Wandständerbau mit Backsteinausfachung auf Feldsteinsockel unter Satteldach mit Wellasbestzementdeckung. Teilweise unterkellert. | 31090187 | BW   |

## Eitzen II

### Einzeldenkmale in Eitzen II
| Lage                              | Bezeichnung     | Beschreibung                                                                                  | ID       | Bild |
| --------------------------------- | --------------- | --------------------------------------------------------------------------------------------- | -------- | ---- |
| Nr. 2 53° 3′ 19″ N, 10° 22′ 15″ O | Treppenspeicher | Bohlenständerbau auf einzelnen Feldsteinen unter Satteldach. Inschriftliche Datierung "1787". | 31090244 | BW   |
| Nr. 3 53° 3′ 18″ N, 10° 22′ 16″ O | Treppenspeicher |                                                                                               | 31090261 | BW   |

## Oetzfelde

### Gruppe baulicher Anlagen in Oetzfelde
| Lage                              | Bezeichnung                               | Beschreibung | ID       | Bild |
| --------------------------------- | ----------------------------------------- | --- | -------- | ---- |
| Nr. 1 53° 3′ 31″ N, 10° 24′ 20″ O | Hofanlage mit Baumbestand und Einfriedung | Aus einem ehemaligen zehtfreien Meierhof hervorgegangenes Gut. Hofanlage mit locker um einen weiträumigen Hof gruppierten Gebäuden. Fachwerkwohnhaus von 1832 im nördlichen Teil. Einfriedung aus Feldstein-Trockenmauer nördlich des Wohnhauses sowie entlang der Straße. Alter Baumbestand: Eichengruppe in der Hofmitte, Eichen an der nördlichen Hofzufahrt | 31079906 | BW   |

### Einzeldenkmale in Oetzfelde
| Lage                              | Bezeichnung | Beschreibung | ID       | Bild |
| --------------------------------- | ----------- | --- | -------- | ---- |
| Nr. 1 53° 3′ 33″ N, 10° 24′ 21″ O | Wohnhaus    | Freistehender eingeschossiger Fachwerkbau mit Backsteinausfachung auf Haustein- und Backsteinsockel unter Halbwalmdach. Nachträglich errichtetes mittiges Zwerchhaus in der südlichen Dachfläche. Jüngerer, versetzt am Westgiebel angebauter eingeschossiger Wohnanbau unter Satteldach. Errichtet 1832, Anbau wohl Ende 19. Jahrhundert. | 31090555 | BW   |
| Nr. 1 53° 3′ 30″ N, 10° 24′ 18″ O | Stall       | Langgestreckter Massivbau mit Fachwerkdrempel unter ziegelgedecktem Halbwalmdach. Zwei Längseinfahrten und zwei Querdurchfahrten. Drei Zwerchhäuser mit Ladeluken unter Schleppdächern in der nördlichen Dachfläche Um 1910. | 39088212 | BW   |
| Nr. 1 53° 3′ 30″ N, 10° 24′ 18″ O | Scheune     | Traufständiger Sichtbacksteinbau auf der östlichen Grundstücksgrenze, mit Fachwerkdrempel unter ziegelgedecktem Satteldach. 1914. | 39088227 | BW   |

## Velgen

### Gruppe baulicher Anlagen in Velgen
| Lage                              | Bezeichnung | Beschreibung | ID       | Bild |
| --------------------------------- | ----------- | --- | -------- | ---- |
| Nr. 1 53° 3′ 31″ N, 10° 24′ 20″ O | Hofanlage   | Ehemaliger Meierhof am nördlichen Rand des Haufendorfes mit einem Wohn-/Wirtschaftsgebäude im Nordosten, einer großen Scheune mit T-förmigem Grundriss in der Mitte sowie einem weiteren Wohn-/Wirtschaftsgebäude (Nr. 1a) in der Südecke. Umfangreicher Baumbestand vor allem im südlichen Teil, Ziergarten und Teich südlich des Hauptgebäudes, teils mit Feldsteinen gepflasterte Wege und Flächen. | 31079927 | BW   |

### Einzeldenkmale in Velgen
| Lage                               | Bezeichnung              | Beschreibung | ID       | Bild |
| ---------------------------------- | ------------------------ | --- | -------- | ---- |
| Nr. 1a 53° 5′ 31″ N, 10° 23′ 47″ O | Wohn-/Wirtschaftsgebäude | Freistehender Vierständer-Fachwerkbau mit Backsteinausfachung unter ziegelgedecktem Halbwalmdach. Inschrift am Hauptbalken des Wirtschaftsgiebels und am Dielentorsturz, mit Datierung "Anno 1821". | 31090536 | BW   |
| Nr. 1 53° 5′ 33″ N, 10° 23′ 47″ O  | Scheune                  | Langgestreckter Fachwerkbau mit Backsteinausfachung auf hohem Backsteinsockel unter Halbwalmdach. Außermittige Längsdurchfahrt, Quereinfahrt an der nordöstlichen Traufseite. Queranbau an der südwestlichen Traufseite wohl nachträglich. | 31090810 | BW   |
| Nr. 1 53° 5′ 34″ N, 10° 23′ 50″ O  | Wohn-/Wirtschaftsgebäude | Freistehender Vierständer-Fachwerkbau auf Hausteinsockel unter Halbwalmdach mit Ziegelpfannendeckung im nördlichen Teil der Hofanlage. Dielentor am südwestlich gelegenen Wirtschaftsgiebel nachträglich außermittig versetzt. Inschrift am Hauptbalken und am Dielentorsturz, mit Datierung "gebaut den 14 April 1860". Dachausbau 1925 mit nachträglichen Gauben und Zwerchgiebel über dem südlichen Fletteingang.              | 31090427 | BW   |
| Nr. 8 53° 5′ 27″ N, 10° 24′ 7″ O   | Speicher                 | Zweistöckiger Fachwerkbau mit Backsteinausfachung auf Hausteinsockel unter ziegelgedecktem Halbwalmdach. Traufständig an der Straße "Brandweg", mit dem Ostgiebel direkt an die quer dazu stehenden Scheune angebaut. Errichtet 1866, um 1920 aufgestockt. Zum Hof eines südlich parallel dazu stehenden Gasthauses gehörend. Bauherreninitialen und Datierung "1866" als Oberlichtgestaltung über den hofseitigen Eingangstüren. | 31090465 | BW   |
| Nr. 10 53° 5′ 24″ N, 10° 24′ 2″ O  | Speicher                 | Anderthalbgeschossiger Wandständerbau mit erneuerter Backsteinausfachung auf Feldsteinsockel unter Satteldach. An den Giebelseiten Dachüberstand mit vorkragenden, von profilierten Kopfbügen unterstützten Rähmen. Inschrift mit Bauherrennamen und Datierung "ANNO 1712 DEN 7 APPRIL" am Sturzriegel an der östlichen Traufseite.                                                                                               | 31090484 | BW   |

## Ehemalige Baudenkmale
| Lage                                        | Bezeichnung                                                                         | Beschreibung | ID | Bild |
| ------------------------------------------- | ----------------------------------------------------------------------------------- | ------------ | -- | ---- |
| Hanstedt Nr. 1                              | Wohnwirtschaftsgebäude                                                              |              |    |      |
| Hanstedt Nr. 26                             | Ehemaliges Forsthaus                                                                |              |    |      |
| Bode Nr. 3 53° 1′ 46″ N, 10° 20′ 28″ O      | Wohnwirtschaftsgebäude                                                              |              |    | BW   |
| Bode Nr. 4 53° 1′ 42″ N, 10° 20′ 24″ O      | Treppenspeicher                                                                     |              |    | BW   |
| Bode Nr. 5 53° 1′ 44″ N, 10° 20′ 29″ O      | Hofanlage                                                                           |              |    | BW   |
| Bode Nr. 7 53° 1′ 49″ N, 10° 20′ 34″ O      | Ehemaliges Wohnwirtschaftsgebäude mit Bäumen an der Straße und Feldsteinpflasterung |              |    | BW   |
| Eitzen II Nr. 1 53° 3′ 26″ N, 10° 22′ 12″ O | Scheune, Baumstand entlang der Straße sowie Einfriedung                             |              |    | BW   |
| Teendorf Nr. 1 53° 2′ 20″ N, 10° 23′ 8″ O   | Hofanlage                                                                           |              |    | BW   |
| Teendorf Nr. 1 53° 2′ 21″ N, 10° 23′ 5″ O   | Außenschafstall                                                                     |              |    | BW   |
| Velgen Nr. 2 53° 5′ 29″ N, 10° 24′ 6″ O     | Außenschafstall                                                                     |              |    | BW   |
| Velgen Nr. 12 53° 5′ 27″ N, 10° 23′ 59″ O   | Ehemalige Schule                                                                    |              |    | BW   |